# Thom Latimer
Thomas Raymond Latimer (Chesterfield, 6 agosto 1986) è un wrestler britannico, che lotta nella National Wrestling Alliance.
In passato è stato sotto contratto con la Total Nonstop Action Wrestling dove lottava come Bram e prima ancora con la WWE, dove lottava nel roster di NXT con il ring name Kenneth Cameron.

## Carriera

### Circuito indipendente (2002-2011)
Latimer inizia ad appassionarsi di wrestling da adolescente, poiché da giovane i suoi genitori non potevano permettersi Sky TV, dopo aver visto la videocassetta di WrestleMania VIII e King of the Ring 1998.
Debutta come arbitro nel 2002 mentre si allenava alla lotta e debutta nel 2003 come lottatore nella SWWA, una piccola federazione di Birmingham dove lotta come Tom Savage fino al 2003 quando si trasferisce ad Harrogate e continua ad allenarsi a Leeds sotto la guida di Jeff Kaye.
Qui cambia il suo ring name di Brandon Fraser e successivamente, combatte ad Heat il 21 novembre 2005 il suo primo match per la WWE in coppia con Chris Chaos (un altro talento di Jeff Kaye), perdendo in brevissimo tempo contro le Superstar Snitsky e Tyson Tomko.
Latimer torna nelle Indy, specialmente nella All Star Wrestling dove debutta nel 2008 perdendo contro Drew McDonald e nel suo ultimo match prima di firmare con la WWE, perde una 8-man over the top rope tag team elimination match dove insieme a Kid Cool, Shadow Phoenix e Tony Spitfire perde contro Dave Mastiff, Mikey Whiplash, Rampage Brown e Spud.

### WWE

#### Florida Championship Wrestling (2011-2012)
Latimer firma un contratto di sviluppo con la WWE a inizio 2011 e viene mandato nella Florida Championship Wrestling dove assume il nome di Kenneth Cameron e debutta il 20 gennaio insieme al suo compagno di tag team inglese Monty Lynch, subendo una sconfitta dai campioni di coppia FCW Titus O'Neil & Damien Sandow. Ottiene la sua prima vittoria in federazione il 12 febbraio in un 8-man tag team match insieme a lo stesso Lynch, Tito Colon e Trent Baretta contro la squadra formata da Bobby Dutch, Ricardo Rodriguez, Jinder Mahal e Leo Kruger. Una settimana dopo esordisce anche da singolo, perdendo contro Seth Rollins. La settimana dopo, perde ancora contro Brodus Clay. Il 3 marzo, vince un 6-man tag team match in coppia con Big E Langston e Rick Vaughn contro Buck Dixon, DT Porter e Kenny Li. Il 9 marzo, riforma il team con Monty Lynch e i due battono James Bronson & Titus O'Neil in un tag team match. Dopo qualche giorno, ottiene anche il suo primo successo da singolo contro Bobby Dutch. Nei tapings FCW del 7 aprile, viene sconfitto da Jinder Mahal mentre in quelli del 26 maggio, vince in coppia con Derrick Bateman contro Erick Rowan e James Bronson. Il 4 giugno, all'FCW Port Charlotte Show, Kenneth Cameron perde contro Dean Ambrose. Nei tapings del 30 giugno, Cameron perde nuovamente stavolta contro Rowan. All'FCW Orlando Show del 27 luglio, Kenneth Cameron vince un 6-man tag team match insieme a Tito Colon e Lucky Cannon contro Donny Marlow, Leakee e CJ Parker.
Nei tapings dell'11 agosto, vince un match di coppia insieme a Tito Colon contro Abraham Washington e Mike Dalton. Successivamente, Cameron entra nella stable capitanata da Ricardo Rodriguez insieme a Tito Colon, Conor O'Brian e Raquel Diaz. Nei tapings del 1º settembre, Conor O'Brian, Kenneth Cameron e Tito Colon vincono un 6-man tag team match contro il trio formato dai campioni di coppia FCW, CJ Parker & Donny Marlow e da Johnny Curtis. All'FCW Orlando Show del 30 settembre, prova a conquistare gli FCW Florida Tag Team Championship insieme a Tito Colon, ma i due vengono sconfitti dai campioni CJ Parker & Donny Marlow. Nei tapings del 13 ottobre, Cameron combatte di nuovo insieme ai suoi compagni di stable, Colon e O'Brian vincendo un altro 6-man tag team match contro Colin Cassady, Jason Jordan e Mike Dalton. Successivamente, vince tre incontri singoli di fila, contro Titus O'Neil, Mike Dalton e Jiro. Nei tapings del 15 dicembre, Cameron batte Nick Rogers. Cameron inizia il 2012 vincendo contro Calvin Raines. Il 23 febbraio, perde contro Colin Cassady ma successivamente si riscatta, sconfiggendo Nick Rogers. Al Kissimmee Show del 2 marzo, batte Sakamoto. Il 21 marzo, insieme a Mike Dalton e Rick Victor, batte Damien Sandow, Jake Carter e Corey Graves. Al Lakeland Show, torna a combattere insieme a Conor O'Brian in coppia e i due battono Jason Jordan e Xavier Woods. Nei tapings del 26 aprile, O'Brian e Cameron non riescono a conquistare i titoli di coppia poiché perdono contro i campioni Corey Graves e Jake Carter. Dall'agosto 2012, la FCW chiude e i talenti vengono tutti spostati ad NXT.

#### NXT (2012)
Il 20 giugno 2012, Cameron fa il suo esordio in WWE, ad NXT con il suo nuovo compagno di tag team Conor O'Brian presentandosi come The Ascension, un duo Heel con una gimmick "Dark". Al loro esordio, sconfiggono abbastanza facilmente la coppia formata da CJ Parker e Mike Dalton. Nella puntata seguente, ottengono una vittoria ben più importante, contro gli Usos. Il 25 luglio, ottengono anche la terza vittoria, contro Dante Dash e Garrett Dylan. Il 15 agosto, perdono per la prima volta ad NXT, per squalifica contro gli Usos.
Nella puntata del 29 agosto, gli Ascension attaccano Jimmy Uso con la Downcast. Settimana seguente, gli Ascension ottengono la loro quarta vittoria, battendo nuovamente gli Usos. Nella puntata del 12 settembre, Cameron ha il suo primo match singolo in WWE, ma perde contro Jey Uso. Il 3 ottobre ad NXT, gli Ascensions vincono anche contro il Tag Team di SmackDown, Justin Gabriel e Tyson Kidd. Vincono anche nella puntata del 17 ottobre insieme a Kassius Ohno contro gli Usos e Richie Steamboat. Il 14 novembre, gli Ascensions sconfiggono anche Yoshi Tatsu e Percy Watson.
A causa del secondo arresto in due anni, avvenuto il 29 novembre 2012 per aggressione a pubblico ufficiale e ubriachezza molesta, viene licenziato.

### Total Nonstop Action Wrestling (2014-2017)
L'11 aprile Latimer combatte un tryout prima di One Night Only: X-Travaganza II ed il 1º maggio debutta come Bram, presentandosi come amico di vecchia data di Magnus e debutta con lui il 15 maggio ad Impact, dove vengono sconfitti da Willow in un 1 on 2 Handicap match e dove incoraggio il compagno ad usare oggetti contundenti ma Magnus si rifiuta di farlo. 
 
Nella puntata di Impact del 29, Bram sconfigge in poco tempo Tigre Uno nel suo primo match da singolo e dopo il match attacca Tigre Uno ma viene fermato da Magnus. Nella puntata di Impact del 5 giugno, perde per squalifica contro Willow a causa dell'interferenza di Magnus che attacca Willow con una leva d'acciaio e dopo Slammiversary XII, Bram e Magnus vengono sconfitti da The Wolves non riuscendo a conquistare i TNA World Tag Team Championship.
Nella puntata di impact del 26 giugno, Bram e Magnus sconfiggono Willow e Abyss in un Monster Ball match ed il 20 agosto ad Hardcore Justice, sconfigge Abyss in uno Stairway to Janice Ladder match.
Nella puntata speciale Destination X lancia la sfida e a sorpresa la accetta Crimson che lo sconfigge in pochi minuti.
La settimana successiva ad Impact, sconfigge Joseph Park ed il 24 giugno affronta Vader dove perde per squalifica dopo aver colpito l'avversario con un gancio. In salvataggio di Vader arriva Matt Morgan che attacca l'inglese.
A Slammiversary sconfigge Morgan in uno Street fight match e due settimane dopo perde per squalifica contro Mr. Anderson.
Nelle TNA wold title Series perde il primo match contro Drew Galloway, nel secondo batte Rockstar Spud e nel terzo match sconfigge Grado qualificadorsi ai quarti di finale.
Nel gennaio 2016, Bram forma un tag team con Eric Young, aggredendo a tradimento Jeff Hardy durante il suo match contro Matt Hardy. Quindi inizia una rivalità con Beer Money, dopo che James Storm aveva salvato Bobby Roode da un'aggressione dei due. A TNA One Night Only, Bram & Young furono sconfitti dai Beer Money. Persero anche nel rematch a Lockdown, ponendo fine al feud. Il 23 marzo a Impact Wrestling, Bram & Eric Young furono sconfitti da The BroMans. Il 12 aprile a Impact Wrestling, persero contro i Beer Money, in un incontro valevole per il TNA World Tag Team Championship, che includeva anche Decay e The BroMans. Durante la contesa, Bram colpì accidentalmente Young.
Il 19 aprile Young assalì Bram ponendo fine alla loro alleanza. La settimana seguente a Sacrifice, Bram sconfisse Eric Young in un Falls Count Anywhere match diventando il nuovo TNA King of the Mountain Champion. Perse poi il titolo contro Eli Drake il 31 maggio, dopo un attacco da parte di Lashley. Ebbe un rematch a Slammiversary, ma venne sconfitto nuovamente da Eli Drake. Poco tempo dopo la perdita del titolo, Bram fu coinvolto in una storyline con Decay, secondo la quale Rosemary lo aveva baciato nel backstage. A Destination X Bram sconfisse Abyss grazie ad una interferenza da parte di Rosemary. La romantica storyline terminò quando Rosemary attirò Bram in una zona appartata dove fu rapito da Decay.

### Insane Championship Wrestling (2015–2018)
Bram debutta sul ring della ICW a Barramania 2015 come parte dei The 55 sconfiggendo Grado, Joe Hendry, Kenny Williams e Noam Dar. All'evento ICW Waynestock viene sconfitto da Grado. Nel marzo 2016 sfida senza successo Big Damo per l'ICW World Heavyweight Championship. In seguito si unisce alla stable The Black Label, e viene sconfitto da DCT a Shug's Hoose Party 3. A Fear & Loathing IX, il Team Black Label (Bram, Drew Galloway, Jack Jester & Kid Fite) viene sconfitto da Team Dallas (Grado, Chris Renfrew, DCT & Sha Samuels) per il controllo della ICW.
A ICW Eleven, Bram sconfigge Jody Fleisch. All'evento ICW Fear & Loathing X vince un seven-man ladder match garantendosi l'opportunità di una title shot per l'ICW Zero-G Championship e l'ICW World Heavyweight Championship, entrambi detenuti da BT Gunn. Bram coglie l'occasione a ICW 7th Annual Square Go!, ma perde il match. A luglio, Bram e Iestyn Rees sfidano senza fortuna The  Kinky Party (Jack Jester & Sha Samuels) per l'ICW Tag Team Championship.

### National Wrestling Alliance (2019–presente)
Il 27 aprile alla Crockett Cup, Latimer e Royce Isaacs vinsero la tag team battle royal di qualificazione alla coppa. Più tardi quella stessa sera sconfissero The War Kings (Crimson & Jax Dane) al primo turno e Bandido & Flip Gordon in semifinale prima di essere sconfitti dai Villain Enterprises in finale. Il 7 settembre, Latimer e il suo partner Royce Isaacs sconfissero i Villain Enterprises conquistando l'NWA World Tag Team Championship all'evento Global Wars. Tuttavia, persero le cinture contro The Rock N Roll Express il 1º ottobre 2019. Dopo aver fallito la riconquista dei titoli a NWA Into the Fire e NWA Hard Times, Latimer prese parte al torneo per il vacante NWA World Television Championship, venendo sconfitto da Trevor Murdoch nel primo round. Quindi, Latimer formò un'alleanza con la sua vera ragazza nella vita reale Kamille e il suo vecchio partner Nick Aldis. Nel gennaio 2020 a NWA Powerrr, sconfisse l'ex NWA World Heavyweight Champion Tim Storm.
L'11 giugno 2022 all'evento Alwayz Ready, Latimer lottò in un fatal four-way match con in palio il vacante NWA Worlds Heavyweight Championship, contro Trevor Murdoch, Nick Aldis e Sam Shaw; la contesa venne vinta da Murdoch. Dopo un breve feud con Fodder, Latimer sconfisse Jordan Clearwater vincendo l'NWA World Television Championship, il 14 febbraio 2023 a NWA Powerrr. Difese con successo la cintura con Rhett Titus, il 14 marzo a NWA Powerrr. Il 3 giugno durante la prima serata della Crockett Cup, in coppia con Rhett Titus come "A Cut Above" prese parte la torneo, ma la coppia venne sconfitta dai Brothers of Funstruction (Ruffo The Clown & Yabo The Clown) nel secondo round. La sera successiva, Latimer sfidò senza successo  EC3 per l'NWA National Championship.
Durante il match Latimer e Adonis contro Knox e Murdoch del 22 agosto 2023 a Powerrr, Adonis abbandonò Latimer e lo assalì a tradimento, permettendo a Knox e Murdoch di ottenere la vittoria. A NWA 75th Anniversary Show, Latimer difese l'NWA World Television Championship contro Adonis. Il 5 settembre a Powerrr, Latimer venne sfidato da EC3 ad invocare la sua "Lucky Seven Rule" e ad affrontarlo sul ring con il titolo mondiale in palio. La settimana successiva, Latimer e Kamille si confrontarono con EC3, e Latimer rinunciò al titolo World Television per poterlo sfidare per l'NWA Worlds Heavyweight Championship a NWA Samhain. All'evento, fu sconfitto da EC3.
Il 2 marzo 2024 allo show Hard Times, vinse il vacante NWA National Championship sconfiggendo Blake "Bulletproof" Troop, Paul Burchill e Cyon in un four-way match.
Il 31 agosto 2024 all'evento NWA 76th Anniversary Show vince il titolo NWA Worlds Heavyweight Championship sconfiggendo EC3 a Filadelfia, Pennsylvania.

## Vita privata
Tra il 2013 e il 2015 è stato sposato con la collega Charlotte Flair.

## Personaggio

### Mosse finali
Come Bram
- The Brighter Side of Suffering (Lifting DDT)

Come Kenneth Cameron
- Hair pull head stomp
- Velvet Noise (Swinging Sitout Jawbreaker)

### Soprannomi
- "King of Hardcore"

### Musiche d'ingresso
- Let Battle Commence di Daniel Nielsen (2011–2012; usata come membro degli Ascension)
- Vs The World by Under The Influence (2014; usata in coppia con Magnus)
- Catatonic di Dale Oliver (TNA; 2014–2017)

## Titoli e riconoscimenti
- EPW American Wrestling
  - EPW World Heavyweight Championship (1)
- Insane Wrestling Revolution
  - IWR World Heavyweight Championship (1)[20]
- National Wrestling Alliance
  - NWA Worlds Heavyweight Championship (1)
  - NWA National Heavyweight Championship (1)
  - NWA World Tag Team Championship (1) – con Royce Isaacs[21]
  - NWA World Television Championship (1)
- Pro Wrestling Illustrated
  - 308º tra i 500 migliori wrestler singoli nella PWI 500 (2012)
- Total Nonstop Action Wrestling
  - TNA King of the Mountain Championship (1)[22]
  - King of the Mountain (2016)
  - Global Impact Tournament (2015) – con Team International (The Great Sanada, Drew Galloway, The Great Muta, Tigre Uno, Magnus, Rockstar Spud, Khoya, Sonjay Dutt e Angelina Love)
  - Race for the Case (2017 – Yellow Case)
  - UCW Heavyweight Champion (1)[23]
- Unite X Conquer
  - Pro Wrestling Pride Championship (1)[24]
- Upbrawl Championship Wrestling
  - UCW Heavyweight Championship (1)[25]
- World Association of Wrestling
  - WAW British Commonwealth Heavyweight Championship (1)[26]
- World War Wrestling
  - WWW Heavyweight Championship (1)